# Бартольди, Фредерик Огюст
Фредерик Огюст Бартольди́ (фр. Frédéric Auguste Bartholdi; 2 августа 1834, Кольмар — 4 октября 1904, Париж) — французский скульптор.
Автор статуи «Свобода, освещающая мир» в нью-йоркской гавани и «Бельфорского льва» (памятник героическому сопротивлению жителей города Бельфор прусской оккупации во время франко-прусской войны).

## Биография

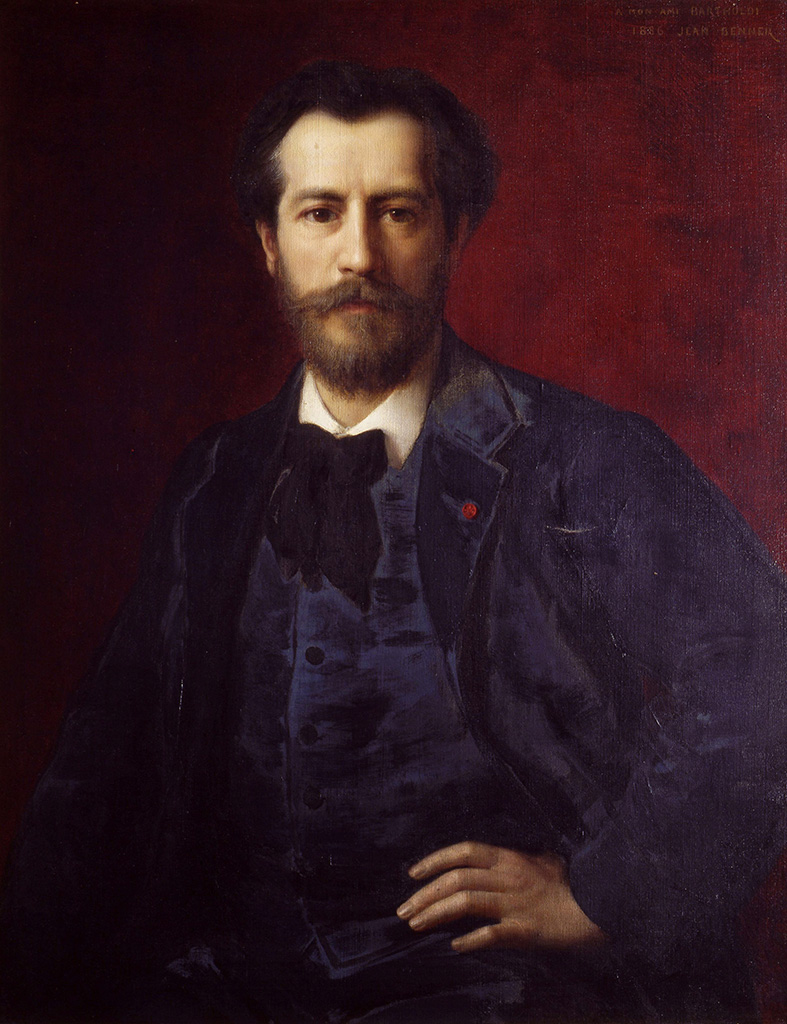
Фредерик Огюст Бартольди (1886)

Родился в Кольмаре, Эльзас, 2 августа 1834 года. После смерти отца семья переехала в Париж, но стабильное финансовое положение матери позволило сохранить дом в Кольмаре, в котором с 1922 года располагается музей Бартольди. В Париже Бартольди изучал архитектуру (в Национальной школе изящных искусств), а также брал уроки живописи.
Совершив длительное путешествие по Египту, Бартольди начал карьеру архитектора в Кольмаре. Его первое произведение — памятник генералу Жану Раппу, воздвигнутый в 1856 году.
Во время Франко-прусской войны Бартольди служил адъютантом у Джузеппе Гарибальди. В 1871 году, по просьбе Эдуара де Лабуле, он впервые посетил США, чтобы лично выбрать место установки памятника, подаренного этой стране Франко-американским союзом (фр. Union Franco-Americaine). Статуя на проекте напоминает ту, которую Бартольди в 1860-е годы предлагал установить на входе в Суэцкий канал, но встретил отказ Исмаил-паши. В те годы Бартольди стал известным скульптором в Европе и Америке.
В 1875 году вступает в масонство, в «Эльзасско-Лотарингскую ложу».
В эти же годы ведутся работы над изготовлением статуи Свободы в парижских мастерских на улице Вавен (фр.). По слухам, лицо статуи принадлежит матери Бартольди, а тело любовнице. По другой версии, у Бартольди была французская натурщица: Изабелла Бойер, вдова Исаака Зингера, создателя и предпринимателя в области швейных машин. 28 октября 1886 года прошло торжественное открытие памятника в Нью-Йорке. Это был последний визит Бартольди в США.
В 1882 году Бартольди удостоен ордена Почётного легиона.
Умер 4 октября 1904 года от туберкулёза. Похоронен на кладбище Монпарнас.

## Произведения

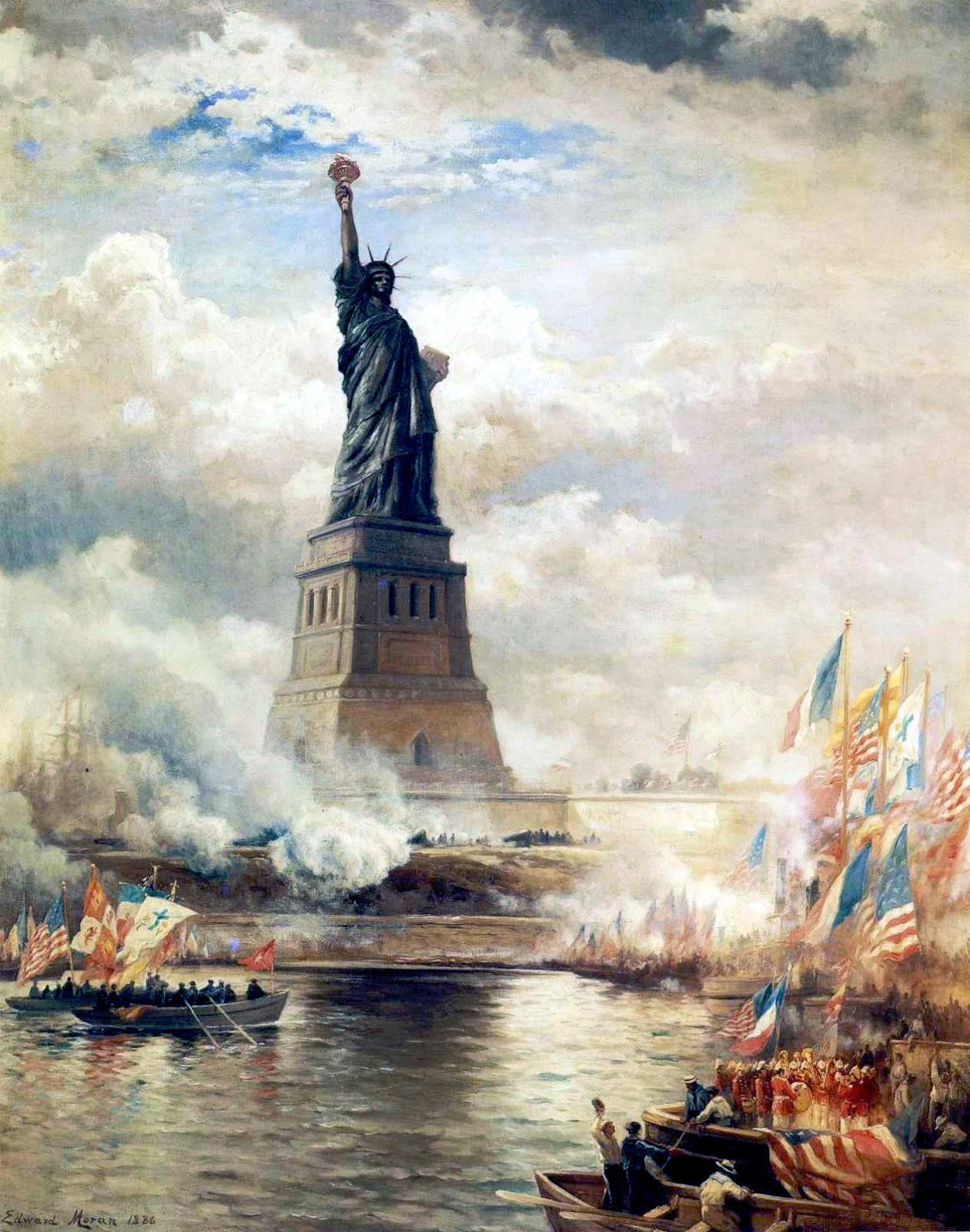
Открытие Статуи Свободы

Бартольди принадлежат 35 скульптур, находящихся по всему миру. Из них наиболее знамениты:
- Фигуры четырёх трубящих ангелов в церкви в Бостоне, США, 1874 г.
- Статуя генерала Лафайета в Нью-Йорке, США, 1876 г.
- «Фонтан Капитолия» в Вашингтоне, США, 1878 г.
- «Бельфорский лев» в Бельфоре, Франция, 1880 г. (уменьшенная копия находится на площади Данфер-Рошро в Париже)
- Статуя Дидро на площади Дидро в Лангре, Франция, 1884 г.
- Статуя Свободы в Нью-Йорке, США, 1886 г.
- «Фонтан Бартольди» в Лионе, Франция, 1892 г.
- «Швейцария, защищающая Страсбург» в Базеле, Швейцария, 1895 г.
- Статуя Верцингеторига в Клермон-Ферране, Франция, 1903 г.

Многие произведения Бартольди находятся в Кольмаре, департамент Рейн Верхний, Франция. Некоторые проекты скульптора (например, монументальный маяк на входе в Суэцкий канал) так и не были воплощены в жизнь.

## Галерея

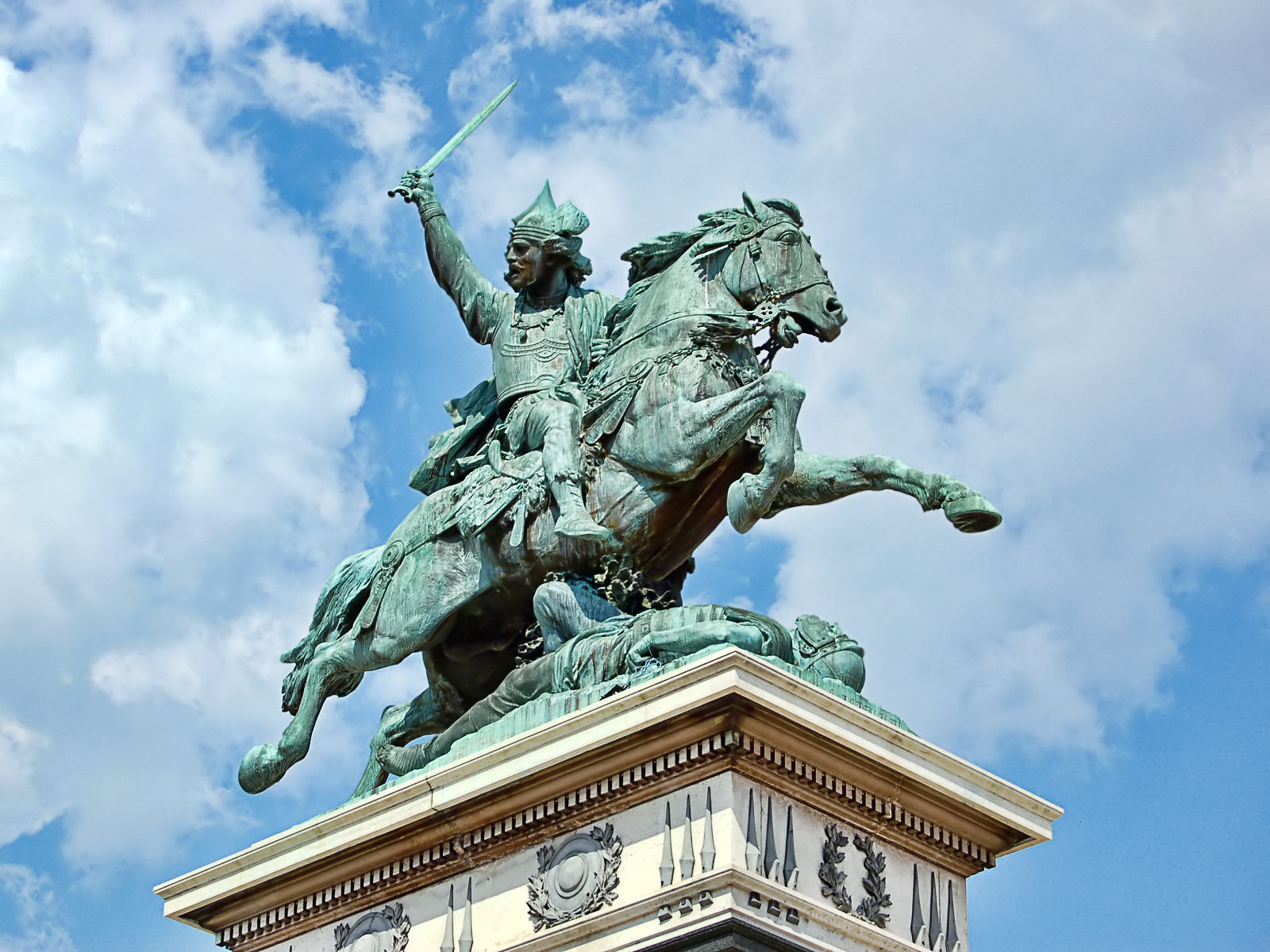
Конная Статуя Верцингеторига в Клермон-Ферране
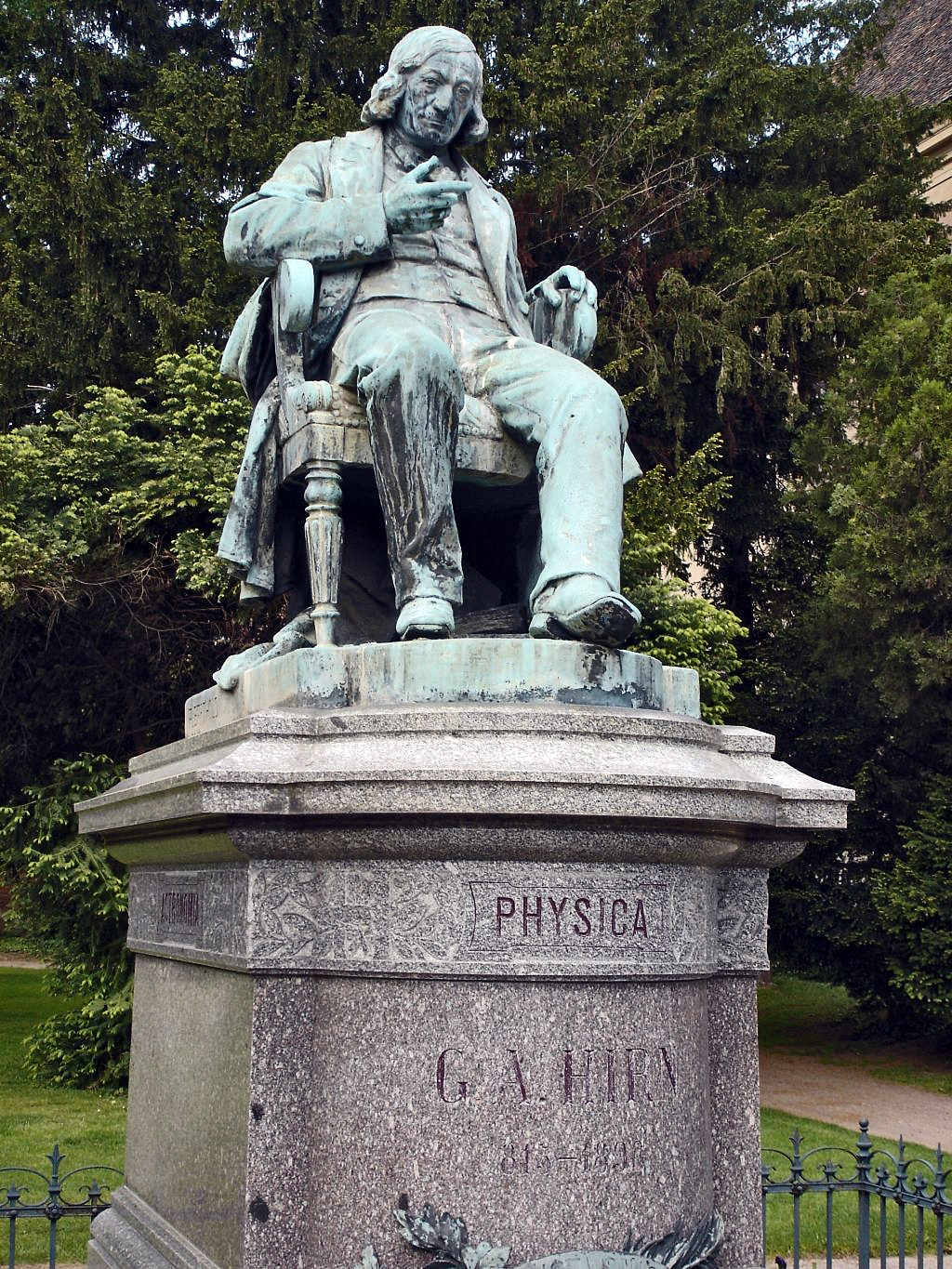
Статуя Густава Адольфа Гирна - Кольмар
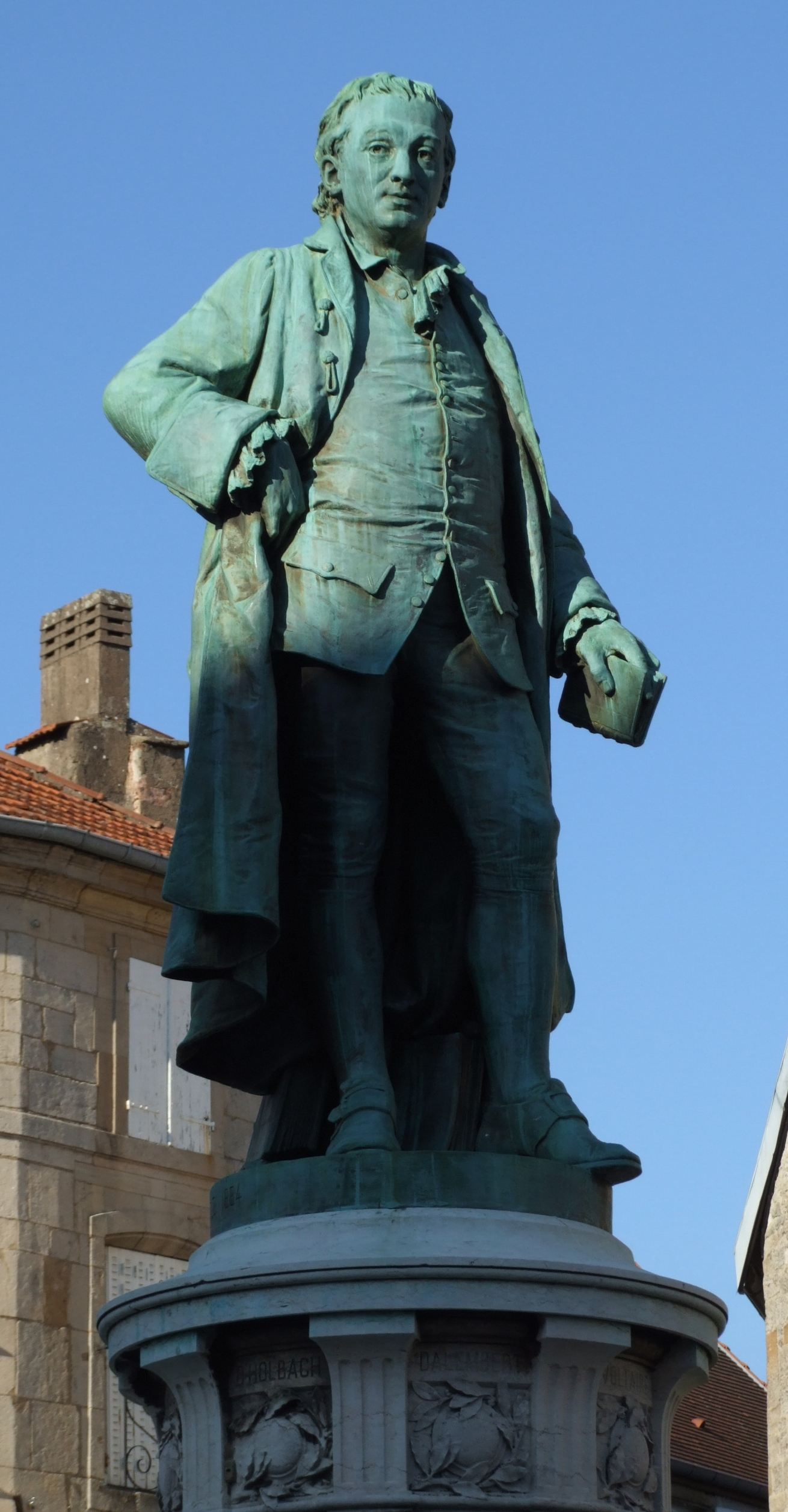
Памятник Дени Дидро в Лангре
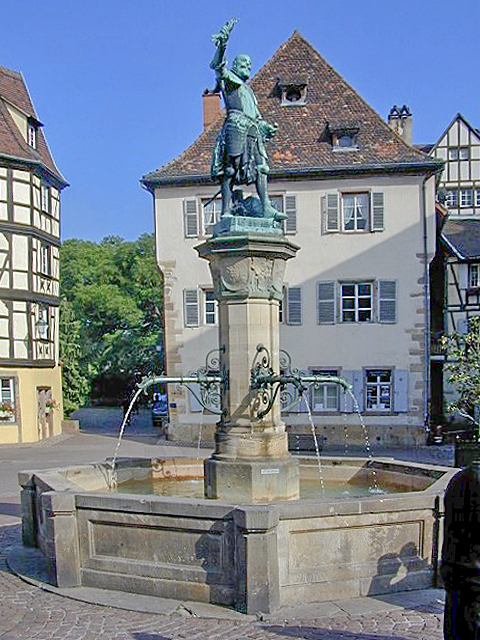
Фонтан Швенди - Кольмар
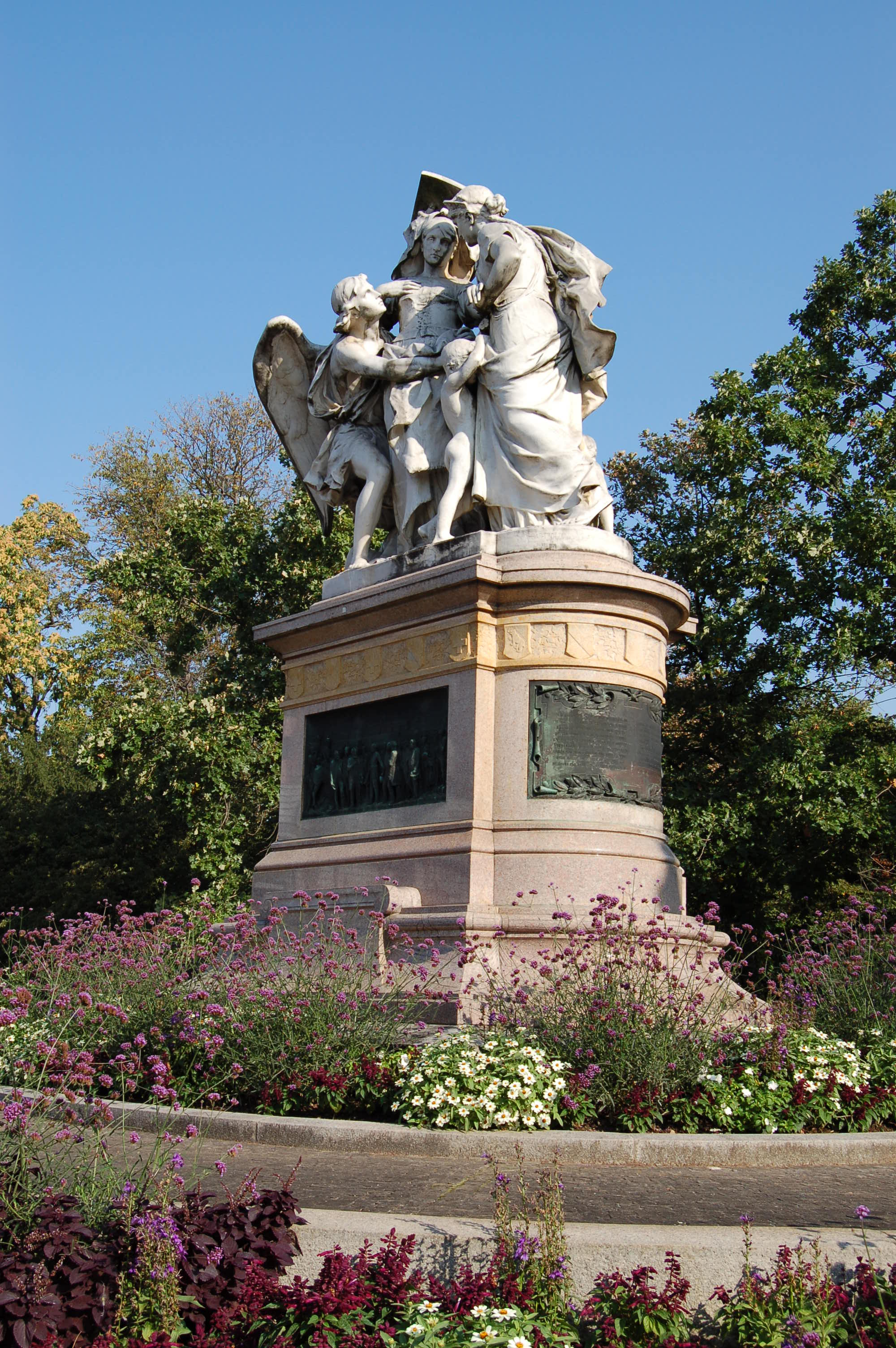
Швейцария, Защищающая Страсбург. Базель
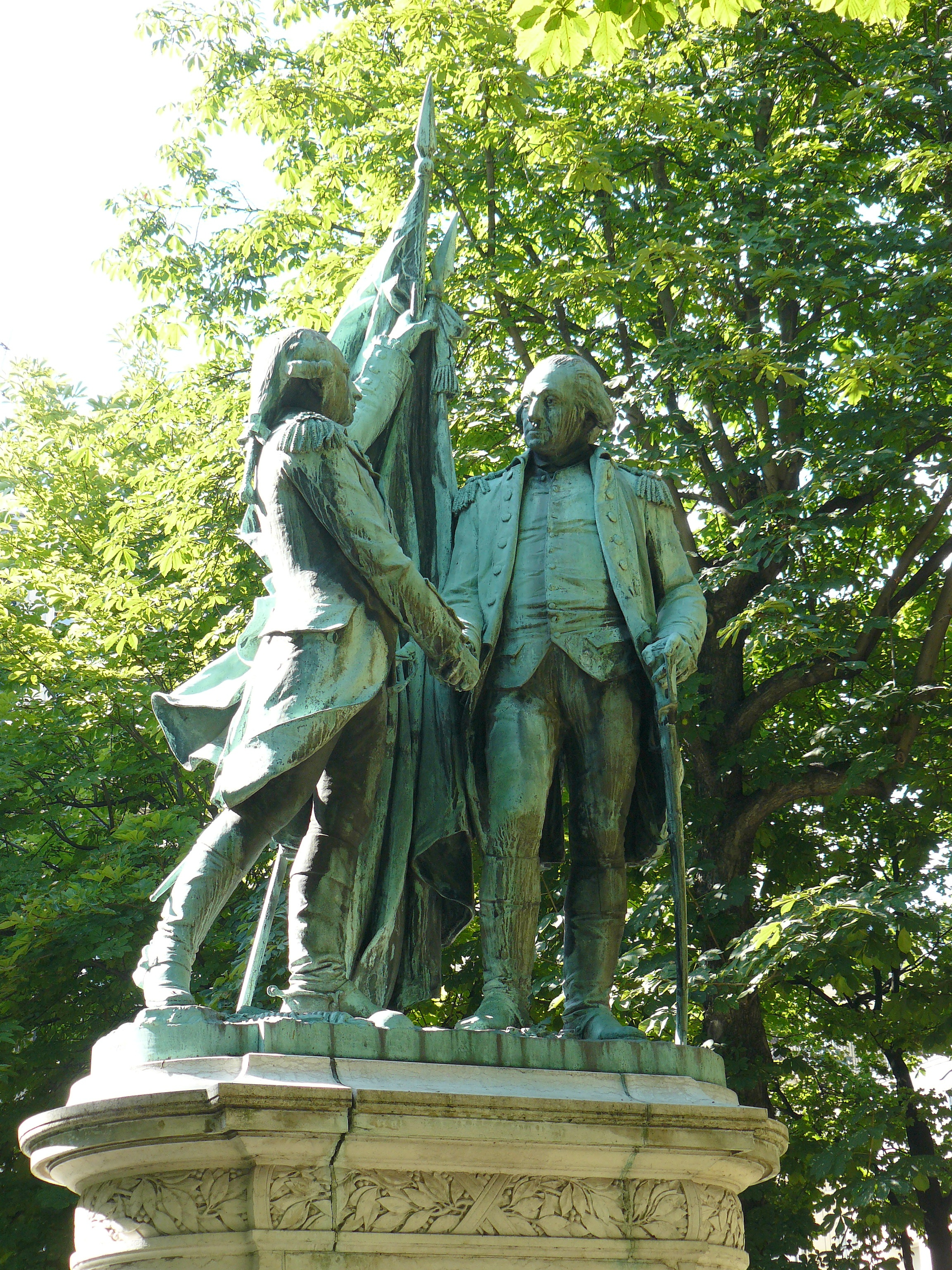
Монумент Вашингтон и Лафайетт, Париж
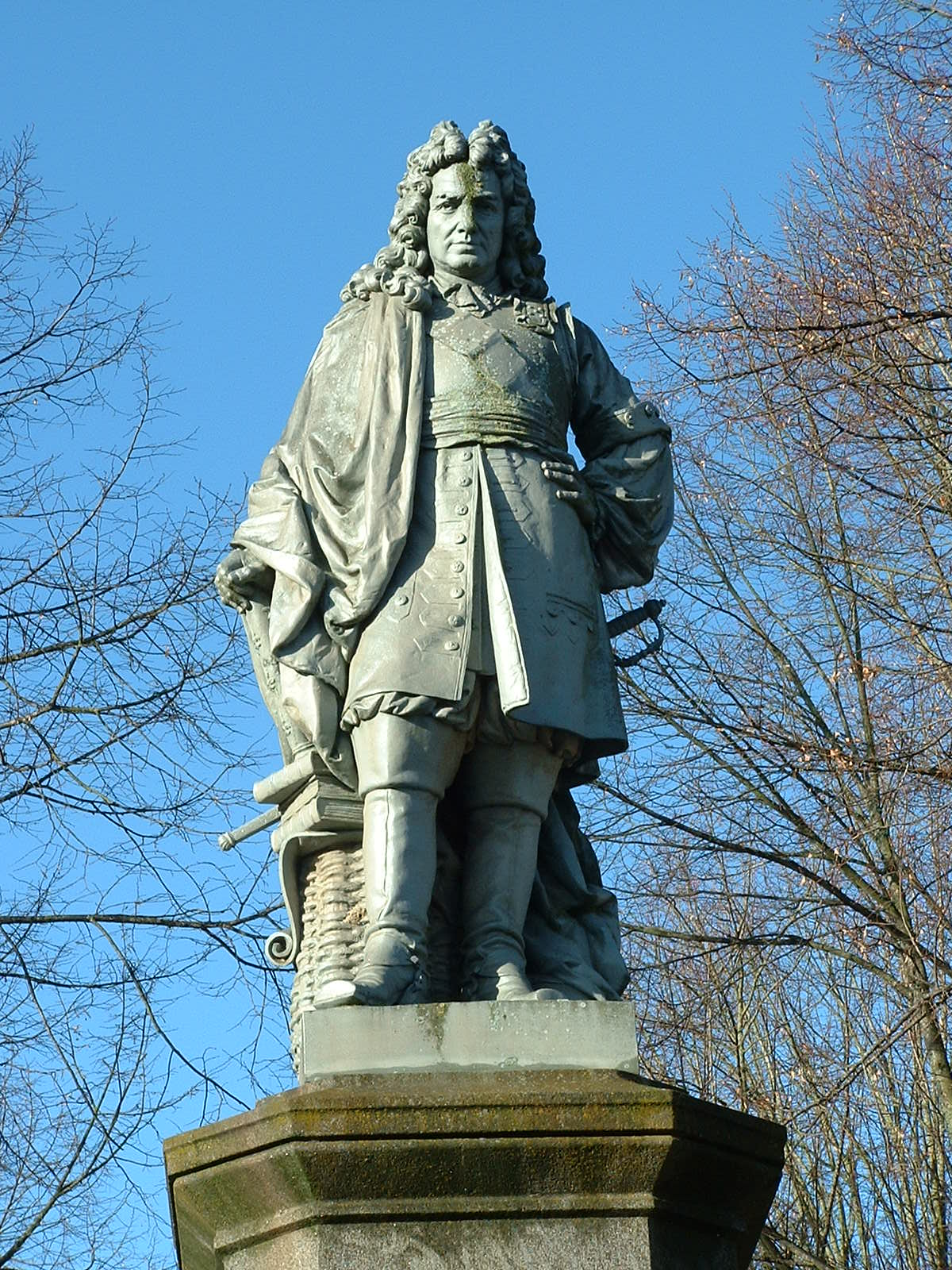
Памятник Себастьяну Вобану в Авалоне
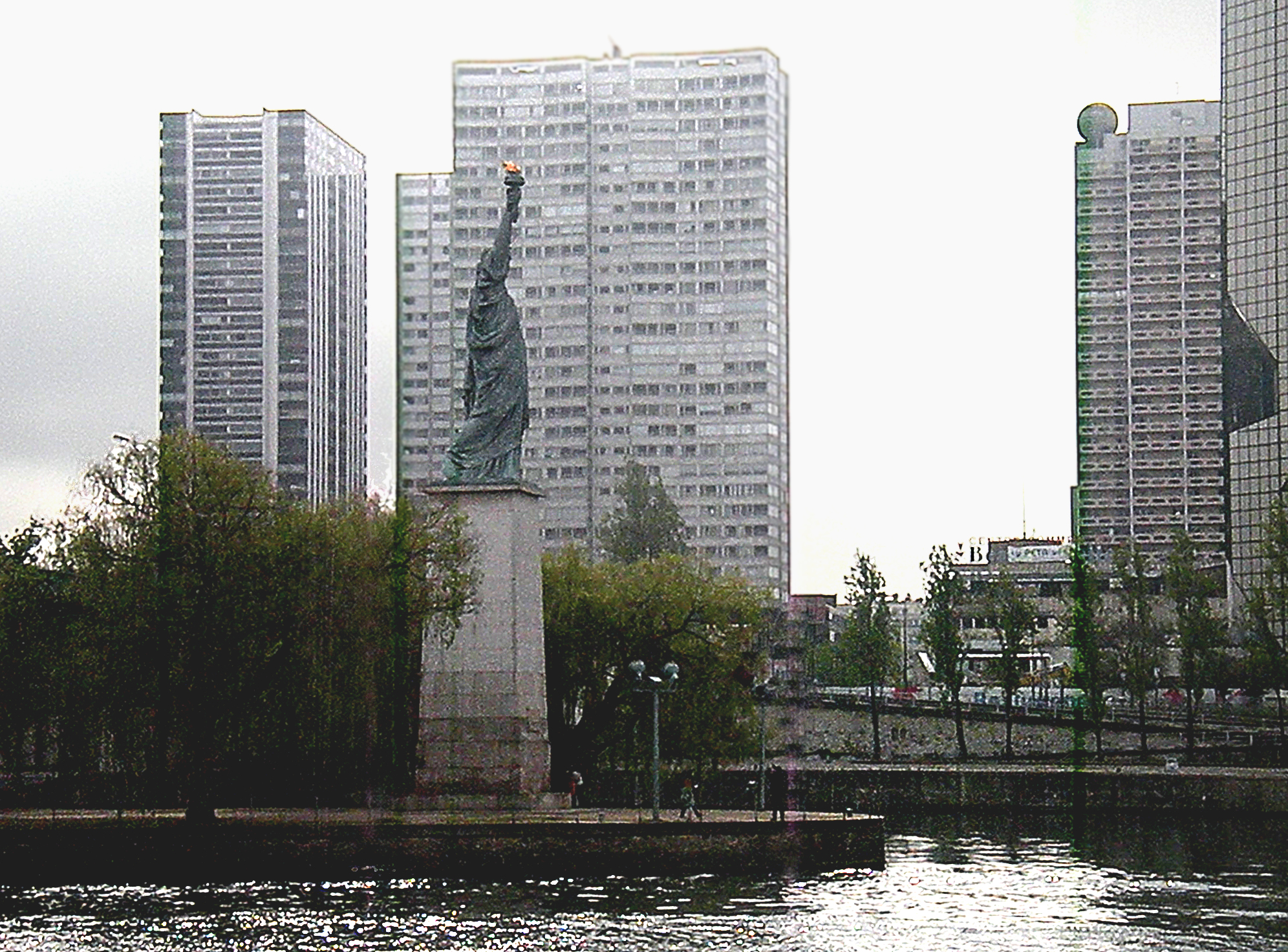
Статуя Свободы. Париж.
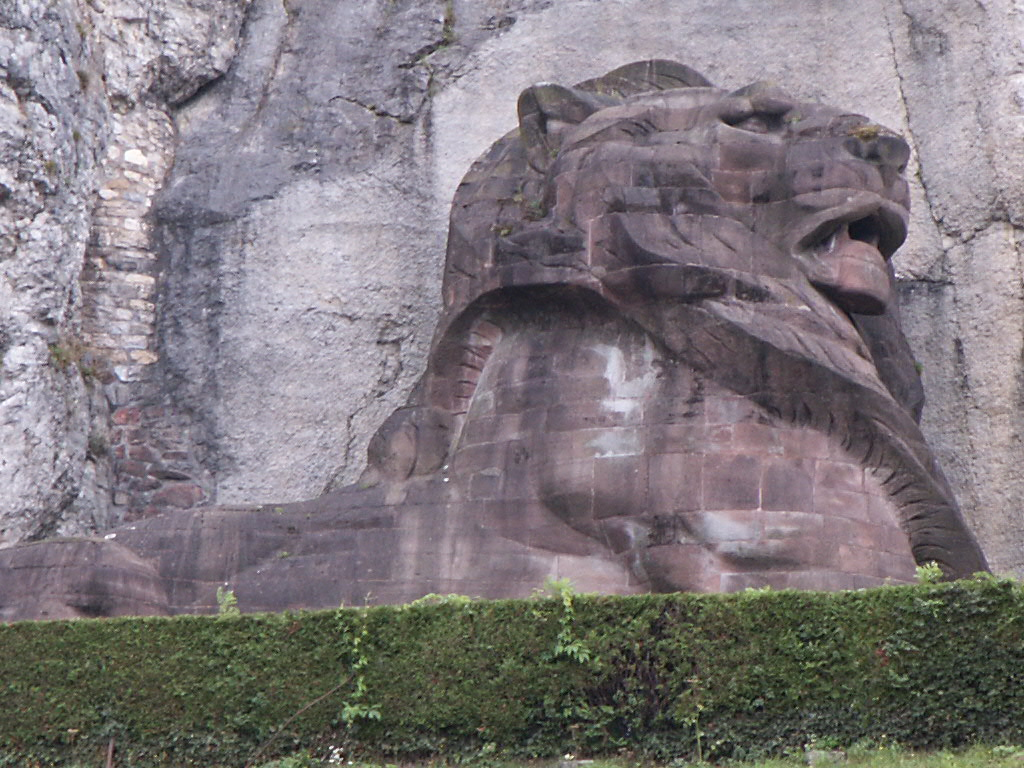
Бельфорский лев
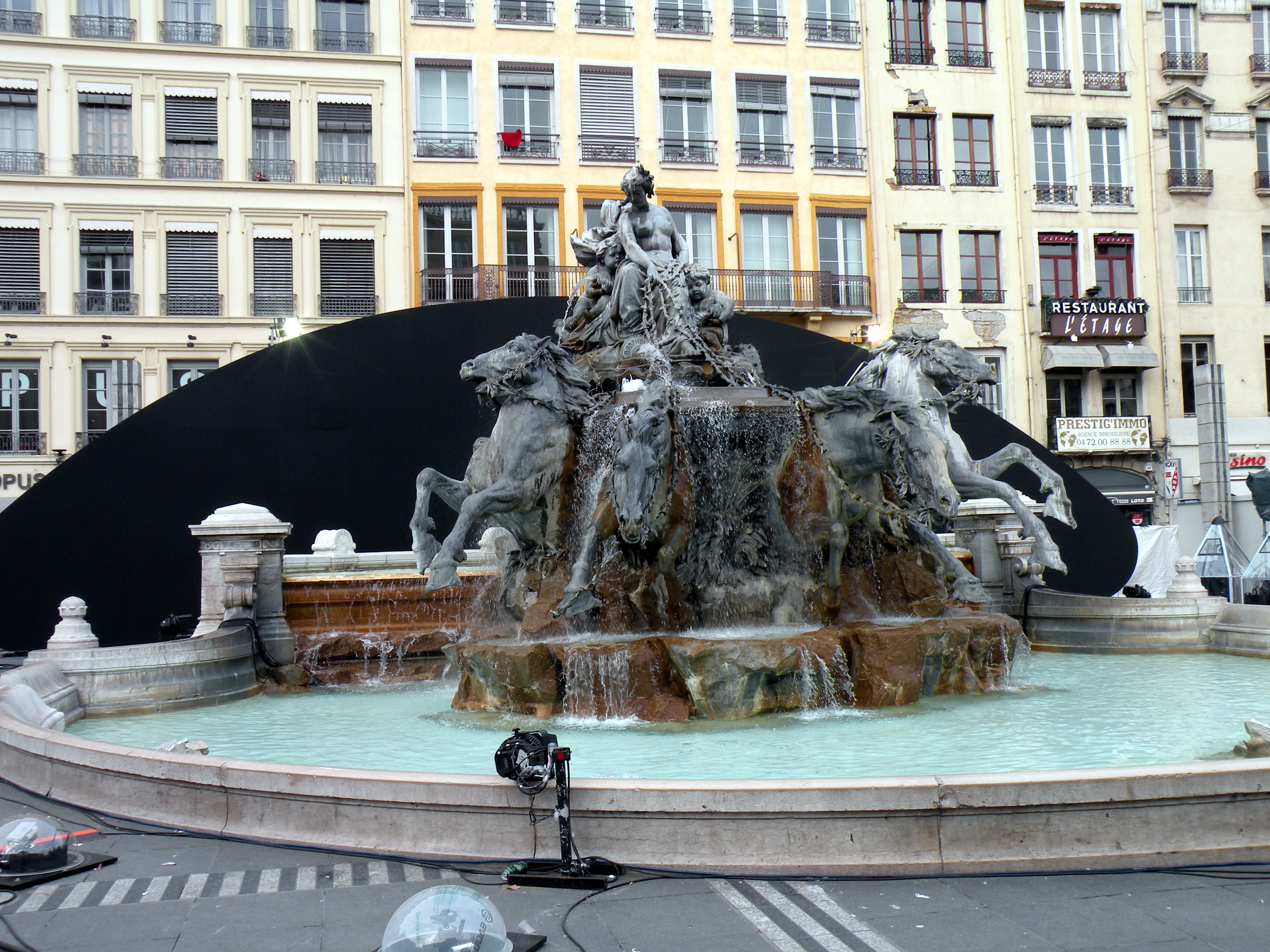
Фонтан четырёх рек. Лион.